# تشارلز إل. فالنتاين
تشارلز إل. فالنتاين (بالإنجليزية: Charles L. Valentine) هو سياسي أمريكي، ولد في 16 أكتوبر 1846، وتوفي في 13 أبريل 1925. حزبياً، نشط في الحزب الجمهوري. وقد انتخب عضو جمعية ولاية ويسكونسن.